# رأی کشنده
رأی کشنده (انگلیسی: The Killing Vote; کره‌ای: 국민사형투표) یک مجموعهٔ تلویزیونی کره جنوبی سال ۲۰۲۳ با بازی پارک هه جین، پارک سونگ وونگ و لیم جی یون است. این مجموعه بر پایه وب‌تون محبوب با همین نام در کاکائو وب‌تون است. این مجموعه از ۱۰ اوت تا ۱۶ نوامبر ۲۰۲۳، پنجشنبه‌ها ساعت ۲۱:۰۰ (کی‌اس‌تی) از اس‌بی‌اس برای ۱۲ قسمت پخش شد. رأی کشنده همچنین برای استریم در آمازون پرایم ویدئو در مناطق منتخب قابل دسترسی است.

## بازیگران

### اصلی
- پارک هه جین در نقش کیم مو چان[۹]
- پارک سونگ وونگ در نقش کوان سوک جو[۹]
- لیم جی یون در نقش جو هیون[۸]